# Melasina imperfecta
Melasina imperfecta är en fjärilsart som beskrevs av Edward Meyrick 1922. Melasina imperfecta ingår i släktet Melasina och familjen säckspinnare. Inga underarter finns listade i Catalogue of Life.